# دنیای تانک‌ها
دنیای تانک‌ها (به انگلیسی: World of Tanks) یک بازی برخط چندنفره گسترده با سبک تیراندازی برای پلی‌استیشن ۴، اکس‌باکس ۳۶۰، اکس‌باکس وان و مایکروسافت ویندوز است. اخیراً نسخه‌ای برای تلفن‌های هوشمند نیز منتشر شده‌است که با نسخهٔ اصلی بازی تفاوت دارد.
از نکات خوب این بازی نقشه‌های بزرگ و متنوع آن، دارا بودن شمار زیادی تانک و پشتیبانی از سکوهای مهم زمان خود است.

## بازخوردها
دنیای تانک‌ها بازخوردهای نسبتاً مثبتی داشته‌است و بسیاری از مراجع از موفقیت بازی نوشته‌اند. برای نمونه یوروگیمر به این بازی ۸ از ۱۰ و آی‌جی‌ان به آن ۷٫۵ از ۱۰ داده‌است.